# Cryptolabis taciturna
Cryptolabis taciturna är en tvåvingeart som beskrevs av Alexander 1945. Cryptolabis taciturna ingår i släktet Cryptolabis och familjen småharkrankar. Inga underarter finns listade i Catalogue of Life.